# Csinos tarkamókus
A csinos tarkamókus (Callosciurus erythraeus) az emlősök (Mammalia) osztályának rágcsálók (Rodentia) rendjébe, ezen belül a mókusfélék (Sciuridae) családjába tartozó Délkelet-Ázsiában honos mókusfaj. Állatkertből, illetve állatkereskedésből megszökött példányai Európában több helyen is meghonosodtak.

## Elterjedése
Eredetileg Délkelet-Ázsiában honos, Északkelet-Indiában, Mianmarban, Thaiföldön, a Maláj-félszigeten, az Indokínai-félszigeten, Dél-Kínában és Tajvanon. Állatkertből vagy állatkereskedésből kiszökött példányok az 1930-as évektől kezdve meghonosodtak Japánban, az 1970-es évektől Argentínában és Franciaországban (Cap d'Antibes környéke), 1998-tól Hollandiában (Weert), a 2000-es években pedig Belgiumban (Dadizele)

## Megjelenése

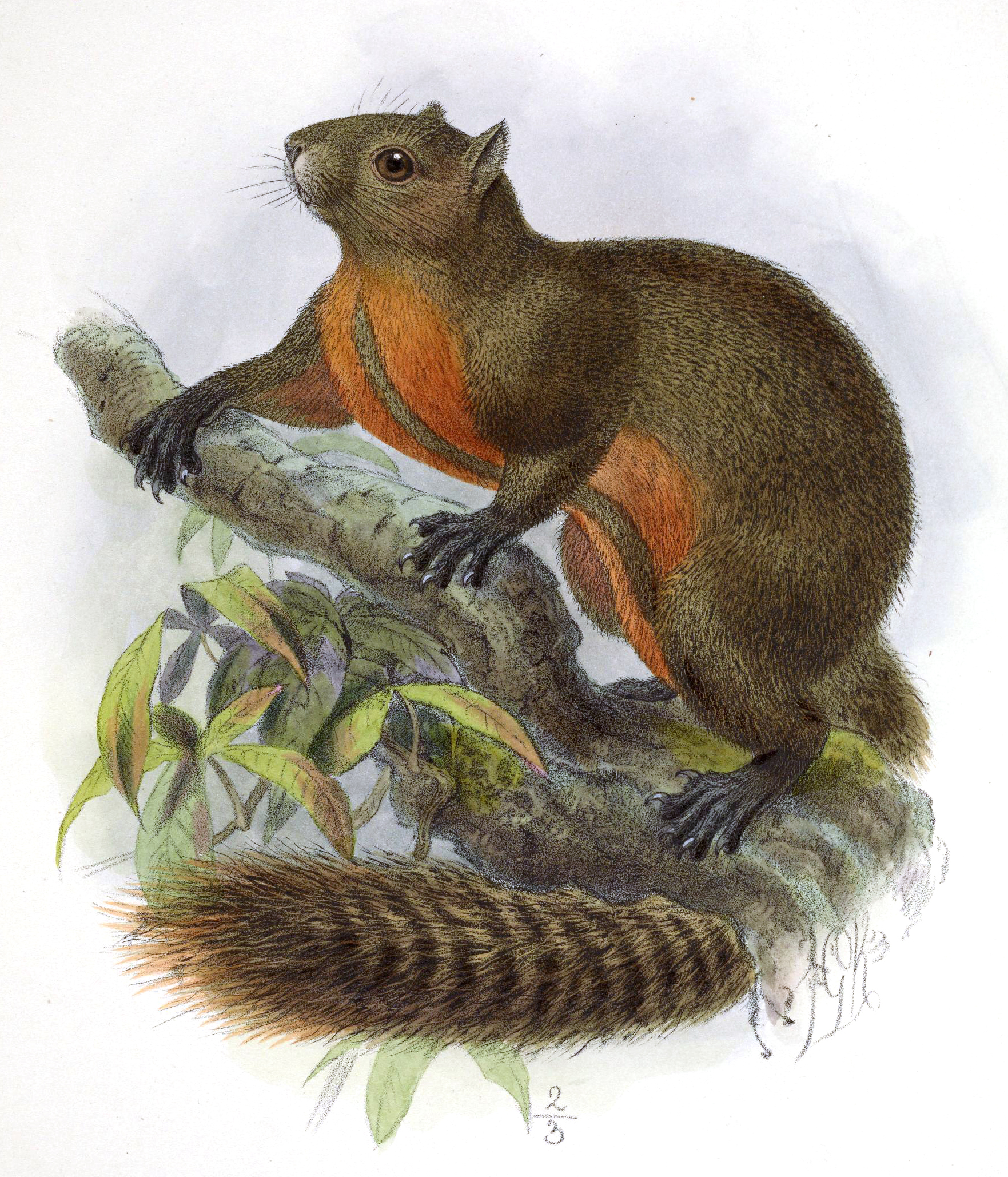
Ábrázolása 1878-ból

A csinos tarkamókus közepes méretű mókusfaj, testhossza (farok nélkül) 20–26 cm, a farok 17–20 cm; testsúlya pedig 0,3-0,43 kg. A hímek és nőstények külsőre nem különböznek egymástól jelentősen. Színezetük változatos lehet: hátuk és farkuk többnyire olívabarna vagy szürkésbarna agutiszín (az egyes szőrszálak is többszínűek, jellemzően a végük fekete). A hasuk általában élénk vörösbarna, de lehet teljesen szürke, esetleg vörösbarna egy középső hosszanti agutisávval.
Fülei rövidek, 19–24 mm-esek, az európai mókustól eltérően nincs a csúcsán szőrpamacs. Lábujjaikon erős karmokat viselnek, amelyekkel jól meg tudnak kapaszkodni a fák kérgén és lyukakat tudnak ásni a földben az eltárolandó téli eleségnek. Csukló- és bokaízületük a famászáshoz idomulva különösen nagy szögben tud elfordulni. Szemei nagyok, kidomborodóak és látóterük egészen nagy: a fej elfordítása nélkül látják, hogy mi van mögöttük, fölöttük és alattuk. Retinájuk vizsgálatából kiderült, hogy színlátásuk is igen jó.
Kromoszómaszáma 2n = 40.
Különböző szerzők több mint 30 alfajt írtak le színezet és az elterjedési terület alapján, ezekből négy alfajcsoport általánosan elismert: 
- C. erythraeus erythraeus
- C. erythraeus flavimanus
- C. erythraeus sladeni
- C. erythraeus styani

Eredeti elterjedési területén összetéveszthető a platánmókussal (Callosciurus notatus), amelynek azonban hasa oldalán jól látható, hosszanti fekete csík található.

## Életmódja

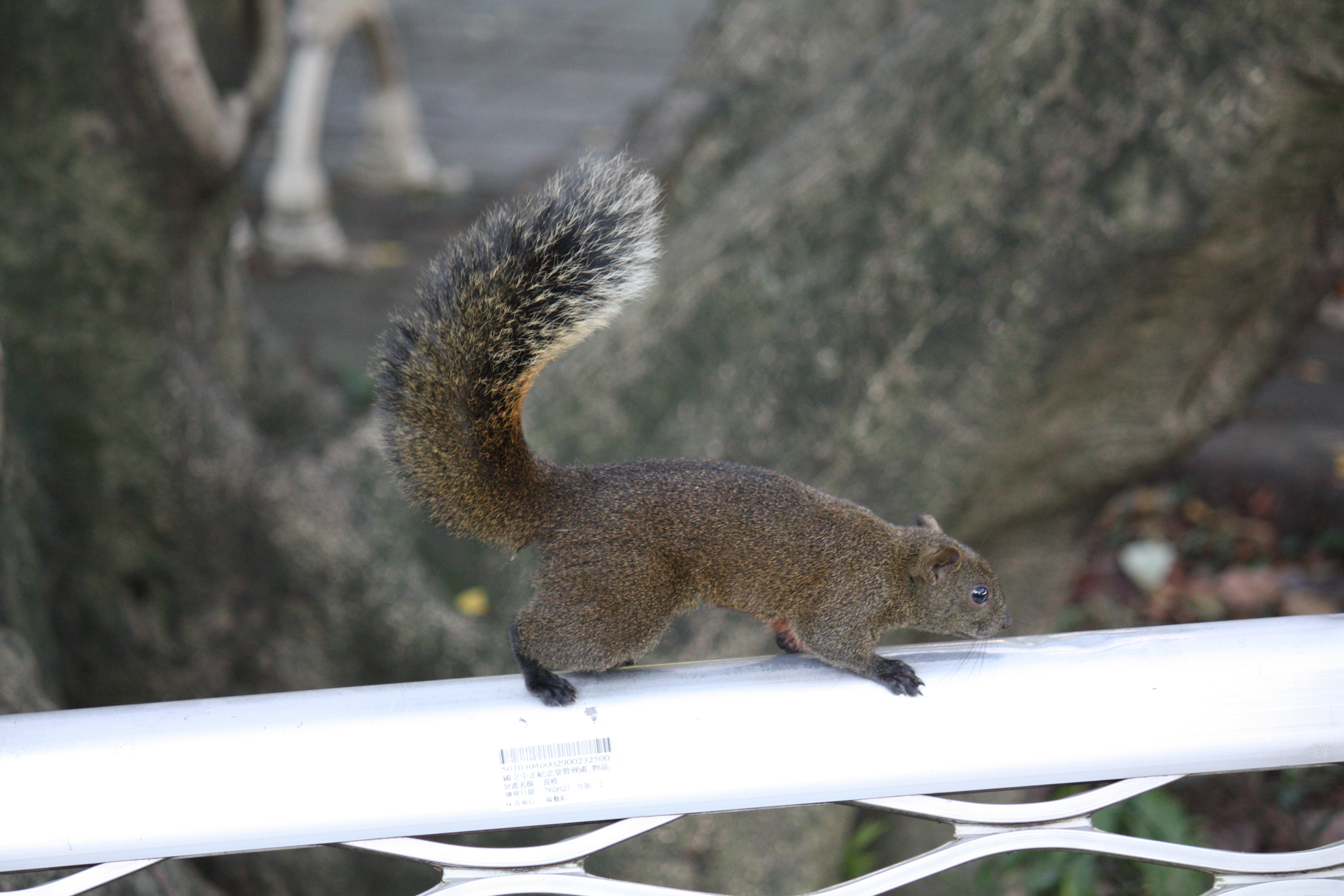
Tarkamókus Tajvanon

Délkelet-Ázsiában a szubtrópusi örökzöld vagy lombhullató hegyi erdők lakója volt, de új élőhelyein jól alkalmazkodott a mérsékelt övi lombos erdőkhöz vagy a városi parkokhoz. A nőstények Japánban 0,3-0,5 hektáros területem belül mozognak (Franciaországban 3-3,5 ha); míg a hímek 2-től (Japán) 8 hektáros (Franciaország) területen keresnek élelmet. Nem territoriális állatok, az egyes példányok területei átfedhetnek. Ha két mókus találkozik, egyikük megkergetheti a másikat, de az is előfordul, hogy nem törődnek egymással. Az azonos régióban élő, egymással találkozó mókusok között hierarchia figyelhető meg.
Mindenevők, különböző növényi részekkel (levelek, rügyek, virágok, gyümölcsök, magok, kéreg), gombákkal és rovarokkal, madártojásokkal, csigákkal egyaránt táplálkoznak. Többnyire a fákon keresnek eledelt, de jelentős időt tölthetnek a talajon is.
Tajvani japán és francia megfigyelések szerint egész évben történhet párzás. Az ovuláló nőstény körül 9-17 hím is összegyűlhet és megküzdenek egymással a párzás jogáért. A győztes hím egy darabig őrzi a nőstényt, de idővel otthagyja, így az végül több hímmel is párzik. A nőstények évente 0-3 alkalommal is vemhesek lehetnek (átlagosan 1,9-szer Tajvanon és 1,2-szer Japánban). Egyszerre 1-4 (jellemzően 2) utódot hoznak a világra, amelyeket fogságban 47-49 napig szoptatnak. Az ivadékok számára védett helyen fészket építenek. A kicsik körülbelül egyéves korukban válnak ivaréretté; ilyenkor elvándorolnak a szüleik területéről és saját élőhelyet keresnek. Fogságban 16 évig is él.
Fő ellenségeik a sárgatorkú nyest, a leopárdmacska és egyéb kisragadozók, a kígyók és a ragadozó madarak (kontyos kígyászsas, bogarászó ölyv) de a városokban a kóbor macskák is ritkíthatják a számukat. Megfigyelték, hogy a mókusok a kisragadozókra, madarakra és kígyókra más-más féle figyelmeztető hangjelzést adnak ki.

## Természetvédelmi helyzete
A Természetvédelmi Világszövetség Vörös listáján nem fenyegetett státusszal szerepel. A Távol-Keleten a termesztett kaméliamagok elfogyasztásával és a fenyők kérgének megrágásával (egyes ültetvényeken a fák 80-90%-át károsították) jelentős mezőgazdasági károkat okozhat és előfordult, hogy elrágták a telefonkábeleket. Japánban és Európában invazív fajként tartják számon (szerepel az Unió inváziós fajjegyzékében), mert megeszi az énekesmadarak tojásait és kiszorítja az őshonos japán, illetve vörös mókust. Állatkertekben, illetve házi díszállatként is tartják.